# Roman Daszkewycz
Roman-Mykoła Iwanowycz Daszkewycz ukr. Роман-Микола Іванович Дашкевич (ur. 6 grudnia 1892 w Tustanowicach, zm. 12 stycznia 1975 w Kufstein) – ukraiński działacz społeczny i polityk, doktor prawa, pułkownik armii Ukraińskiej Republiki Ludowej (na emigracji awansowany do stopnia generała-chorążego).

## Życiorys
Urodził się w rodzinie księdza greckokatolickiego Iwana Daszkewycza, herbu Korybut.
W 1911 ukończył gimnazjum ukraińskie w Przemyślu i wstąpił na Wydział Prawa Uniwersytetu Lwowskiego. Był działaczem Towarzystwa Ukraińskich Strzelców Siczowych. W czasie I wojny światowej oficer armii austro-węgierskiej, w 1915 wzięty do niewoli rosyjskiej, zesłany na Zabajkale. Po rewolucji lutowej i obaleniu caratu w 1917 uciekł z Syberii do Kijowa. Od jesieni oficer Strzelców Siczowych w Kijowie, dowódca artylerii korpusu. Po rozwiązaniu korpusu w grudniu 1919 wyjechał do Wiednia, w 1920 brał udział w powołaniu Ukraińskiej Organizacji Wojskowej (UWO). W 1921 powrócił do Lwowa, dokończył studia prawnicze i rozpoczął praktykę adwokacką. Działacz ukraińskich organizacji sportowo-paramilitarnych. Odtworzył Sicz, po jej likwidacji przez władze państwowe założyciel towarzystwa Łuh. Redaktor pism tych organizacji: Січовe вістi (1922–24) і Вістi з Лугу (1926–39). Reprezentując interesy ukraińskie spotykał się z prezydentem Czechosłowacji Tomaszem Garrigue Masarykiem i marszałkiem Józefem Piłsudskim, których poznał był osobiście w latach I wojny światowej.
Po agresji ZSRR na Polskę i okupacji Lwowa przez Armię Czerwoną przeszedł na teren okupacji niemieckiej, zamieszkał w Rymanowie. Po ataku III Rzeszy na ZSRR powrócił do Lwowa, wznowił praktykę adwokacką. Dystansował się od środowisk ukraińskich współpracujących z Niemcami. Od 1943 na emigracji w Kufstein, gdzie zmarł. 15 czerwca 2008 jego prochy złożono na Cmentarzu Łyczakowskim we Lwowie.
Jego żoną była Ołena Stepaniw, historyk, żołnierz Legionu Ukraińskich Strzelców Siczowych, synem Jarosław Daszkewycz, współczesny historyk ukraiński.